# 202 (število)

## V matematiki
202 je sestavljeno število, saj ima 4 delitelje (1, 2, 101 in 202).
202 je nezadostno število, saj je vsota njegovih deliteljev 306 in velja, da je < 2n.